# بحيرة لوسيرن
بحيرة لوسيرن (بالإنجليزية: Lake Lucerne)‏ وهي بحيرة تقع في وسط سويسرا، غير منتظمة الشكل تبلغ مساحتها 114 كيلومتراً مربعاً، ويبلغ عمقها 210 متر وتتغذى هذه البحيرة من نهر رويس، وتحيط بها الجبال وتتميز بجمالها الخلاب، وتقع على منفذها مدينة لوسيرن، ويطلق على الأذرع الثلاث للبحيرة مسميات كوساخنت للطرف الشمالي، وبحيرة ألناخت للطرف الجنوبي الغربي، وبحيرة أوري للجنوب الشرقي، سميت البحيرة باسم مدينة لوسيرن التي تقع في طرفها الغربي، وتقع المدينة بين جبال الحجر الجيري شديدة الانحدار وأشهرها جبل ريغي في الشمال وجبل بيلاتوس في الغرب، كما تقع المدينة في قلب المقاطعات الأربعة الأولى في الكونفدرالية السويسرية، وتضم العديد من المواقع التاريخية، حيث يشكل الشاطئ الشرقي لبحر أوري موقع القارب الأسطوري الوطني السويسري ويليام تيل، ويقع في الطرف الغربي مكان الاجتماع الأسطوري لمؤسسي الاتحاد، ويقع في الطرف الجنوبي الطريق المجوف (Hohle Gasse) ومسرح القتل الأسطوري لجيسلر من قبل ويليام تيل.

## معلومات عن بحيرة لوسيرن[3]
يمكن التجول حول بحيرة لوسيرن براً، ولكن الطريق السريع متعرج وبطيء للغاية حيث يتواجد العديد من الأنفاق التي تقطع الجبال، وتعتبر هذه البحيرة وجهة سياحة شهيرة على مدار العام سواء بالنسبة للسكان المحليين أو المسافرين الدوليين، كما يتواجد العديد من الفنادق والمنتجعات على طول شواطئ البحيرة.
- تتميز بحيرة لوسيرن بمناخ بحيرة معتدل، ومن أبرز معالم المنطقة هي رحلات البواخر التي تقام على متن خمسة بواخر ذات مجداف.
- اعتبرت بحيرة لوسيرن طريق عبور مهم حتى عام 1863م، واعتبرت الطريق التجاري الوحيد نحو ممر غوتهارد.
- الرحلة في البحيرة تتم عبر قطار جوتهارد إكسبرس، حيث تبدأ عربات بانوراما من الدرجة الأولى من منطقة فلولين عبر خط سكة جوتهارد الشهير وحتى منطقة تيسينو.
- يمكن الجمع بين زيارة البحيرة عبر القوارب والمشي، حيث يتواجد العديد من مسارات ركوب الدراجات والتزلج، بالإضافة إلى العديد من مناطق الاستحمام والراحة المتوافرة على طول شواطئ البحيرة.